# MUSIC (Spontaniaのアルバム)
MUSIC（ミュージック）は、日本のヒップホップユニットSpontaniaのメジャー2枚目のアルバムである。

## 収録曲
1. INTRODUCTION
2. MUSIC
3. FIESTA(GIRA MUNDO REMIX)
4. 君のすべてに feat.JUJU
4枚目のシングル
5. IF feat.Micro
6. SCENARIO
7. DAY OFF
8. THEME
9. UP TO U
10. M
11. 「サヨナラ...」
3枚目のシングル
12. ENCORE
13. 君のすべてに(AUTUMN VERSION)(Special Track)